# Amara aeneopolita
Amara aeneopolita är en skalbaggsart som beskrevs av Thomas Casey. Amara aeneopolita ingår i släktet Amara och familjen jordlöpare. Inga underarter finns listade i Catalogue of Life.